# ISO 3166-2:GQ
ISO 3166-2:GQ è uno standard ISO che definisce i codici geografici delle suddivisioni della Guinea Equatoriale; è un sottogruppo dello standard ISO 3166-2.
I codici, assegnati alle due regioni geografiche e alle 9 province del paese, sono formati da GQ- (sigla ISO 3166-1 alpha-2 dello Stato), seguito da una o due lettere (rispettivamente per le regioni e per le province).

## Codici

### Regioni
| Codice | Regione          |
| ------ | ---------------- |
| GQ-C   | Rio Muni         |
| GQ-I   | Regione Insulare |

### Province
| Codice | Provincia  | Regione di appartenenza |
| ------ | ---------- | ----------------------- |
| GQ-AN  | Annobón    | Regione Insulare        |
| GQ-BN  | Bioko Nord | Regione Insulare        |
| GQ-BS  | Bioko Sud  | Regione Insulare        |
| GQ-CS  | Centro Sud | Rio Muni                |
| GQ-DJ  | Djibloho   | Rio Muni                |
| GQ-KN  | Kié-Ntem   | Rio Muni                |
| GQ-LI  | Litorale   | Rio Muni                |
| GQ-WN  | Wele-Nzas  | Rio Muni                |